# Angelo Cậu bé rắc rối
Angelo Cậu bé rắc rối (tiếng Pháp: Angelo la Débrouille) là một bộ phim hoạt hình được sản xuất bởi TeamTO và Cake Entertainment, của đạo diễn Chloé Miller và Franz Kirchner.
Phim có hai mùa: mùa đầu 78 tập mỗi tập 7 phút, mùa hai 46 tập mỗi tập 11 phút và mùa ba 22 phút trên tập.
Angelo Cậu bé rắc rối là một trong 24 đề cử trong second International Emmy Kids Awards năm 2013.
Tại Việt Nam, phim từng được Công ty Cổ phần Truyền thông Trí Việt (TVM Corp.) mua bản quyền và phát sóng trên kênh HTV3.